# Gregorio Allegri
Gregorio Allegri (1582 – 17. februar 1652) var en italiensk komponist. Han virkede ved forskellige kirker i Rom indtil han ca. 1630 blev optaget i det pavelige kapel. Har skrevet 5 messer og en del andre a capella værker, det kendste af dem er Miserere, et korstykke for 9 stemmer, som blev opført af det pavelige kapel i påskeugen lige siden det blev komponeret. Værket blev omgæret med stor hemmeligsfuldhed og måtte ikke trykkes, men den 14-årig Wolfgang Amadeus Mozart duperede paven ved at skrive det ned efter hukommelsen, da han havde hørt det. Selv om værket ikke er særligt karakteristisk for sin periode, blev det umådeligt populært. Det inspirerede Wolfgang Amadeus Mozart til at bruge det, og han har overført dens melodiske passager til visse af sine egne stykker.